# Medicago daghestanica
Medicago daghestanica är en ärtväxtart som beskrevs av Franz Josef Ivanovich Ruprecht. Medicago daghestanica ingår i släktet luserner, och familjen ärtväxter. Inga underarter finns listade i Catalogue of Life.